# John Garamendi
John Raymond Garamendi (nacido el 24 de enero de 1945) es un empresario, político y miembro del Partido Demócrata estadounidense que ha representado a áreas del norte de California, entre San Francisco y Sacramento, incluidas las ciudades de Fairfield y Vacaville, en la Cámara de Representantes de los Estados Unidos desde 2009. Garamendi fue el comisionado de seguros de California de 1991 a 1995 y de 2003 a 2007, subsecretario del Interior de Estados Unidos de 1995 a 1998 y 46.º vicegobernador de California desde 2007 hasta su elección al Congreso a finales de 2009.
Garamendi nació en Camp Blanding, Florida, y creció en Mokelumne Hill, California. Obtuvo una licenciatura en negocios de la Universidad de California en Berkeley, y un MBA de la Escuela de negocios Harvard, luego sirvió en el Cuerpo de Paz en Etiopía de 1966 a 1968. Fue elegido miembro de la Asamblea Estatal de California en 1974, cumpliendo un solo mandato. antes de ser elegido en 1976 para el Senado Estatal de California, donde cumplió cuatro mandatos hasta 1990. Durante este tiempo tuvo un período como líder de la mayoría y se postuló sin éxito para las nominaciones demócratas para gobernador de California en 1982 y Contralor del Estado de California en 1986.
En 1990, Garamendi se convirtió en el primer comisionado de seguros electo de California, y ocupó el cargo de 1991 a 1995. Se postuló para gobernador en las elecciones de 1994, perdiendo en las primarias demócratas. Dejó el cargo público y sirvió como subsecretario del interior del presidente Bill Clinton de 1995 a 1998, luego trabajó nuevamente para el Cuerpo de Paz. Fue elegido nuevamente comisionado de seguros en 2002 y brevemente se postuló nuevamente para gobernador en la revocatoria de 2003, antes de abandonar para apoyar al vicegobernador Cruz Bustamante. En 2006, fue elegido vicegobernador para suceder a Bustamante, de mandato limitado.
Garamendi había planeado postularse para gobernador por cuarta vez en 2010, pero después de que la representante estadounidense Ellen Tauscher del 10.º distrito congresional de California renunció para convertirse en subsecretaria de estado para control de armas y seguridad internacional, Garamendi ganó el voto especial de la elección noviembre de 2009 para sucederla.